# Monika Pulch
Monika Pulch (* 23. Mai 1949 in Essen) ist eine ehemalige deutsche Fechterin und Teilnehmerin an den Olympischen Spielen 1968 in Mexiko und 1972 in München. Sie focht für den SC Rei Koblenz, der später in Königsbacher SC Koblenz umbenannt wurde.

## Erfolge
1966 gewann Pulch die deutschen Juniorenmeisterschaften im Damenflorett. Im gleichen Jahr belegte sie den dritten Platz bei den deutschen Meisterschaften der Aktiven. 1970 und 1972 wurde sie Vizemeisterin.
1968 nahm sie mit dem Florett an den Olympischen Spielen in Mexiko-Stadt sowohl im Einzel als auch mit der Mannschaft teil. Im Einzel schied sie in der zweiten von vier Runden aus, mit der Mannschaft (Pulch, Heidi Schmid, Helga Koch, Gudrun Theuerkauff und Helga Volz-Mees) belegte sie den fünften Platz bei zehn teilnehmenden Mannschaften. 1972 war sie bei den Olympischen Spielen in München nochmals Mitglied der Damenflorettmannschaft (zusammen mit Gudrun Theuerkauff, Irmela Broniecki, Karin Rutz-Gießelmann und Erika Bethmann). Wiederum wurden sie Fünfter von elf Mannschaften.